# Reichelsdorfer Keller
Reichelsdorfer Keller (mundartlich: Siedlung) ist ein Gemeindeteil der kreisfreien Stadt Nürnberg. Reichelsdorfer Keller gehört heute zum Stadtbezirk 48 (Katzwang, Reichelsdorf Ost, Reichelsdorfer Keller).

## Lage
Die Siedlung ist mit Reichelsdorf im Norden und Neukatzwang im Süden zusammengewachsen. Westlich der Siedlung fließt die Rednitz, am Ostrand grenzt ein Waldgebiet an.

## Geschichte

### Die Gastwirtschaft
Im späten 19. Jahrhundert legten die Besitzer der Reichelsdorfer Brauerei Schalkhauser Felsenkeller zur Lagerung von Bier an, die für den heutigen Nürnberger Gemeindeteil namensgebend wurden. Ab 1885 betrieb die Brauerei auf den Kellern die Gastwirtschaft Reichelsdorfer Keller. Zunächst bestand der Reichelsdorfer Keller ausschließlich aus einer Blockhütte, die um einen Bierausschank – dem Grüner-Bräu-Ausschank – erweitert wurde. Daraus entwickelte er sich zum Biergarten und Ausflugslokal mit Flussbad (ab 1920). Der Ausschank wurde im Zweiten Weltkrieg zerstört, 1946–1948 wurde er in Form der Gaststätte "Reichelsdorfer Keller" wiederaufgebaut. Im Jahr 1949 begann der Anbau eines großen Tanz- und Festsaals, welcher 1950 fertig gestellt wurde. Zusätzlich zu Biergarten und Ausflugslokal entstand ein Tanzhaus mit Tanzcafé, in dem Konzerte, Live-Musik und Faschingsfeiern stattfanden, was die Gaststätte überregional bekannt machte. Sie erfreute sich bis zu ihrer Schließung im Jahre 2019 großer Beliebtheit.
Die alten Gebäude sind abgerissen und durch Wohnbebauung ersetzt.

### Die Siedlung
Die Siedlung wurde ab 1913 auf dem Gemeindegebiet von Katzwang angelegt. Am 1. Juli 1972 wurde Reichelsdorfer Keller im Zuge der Gebietsreform in Bayern nach Nürnberg eingemeindet.

### Flussbad und Radrennbahn
Das Flussbad an der Rednitz bestand bis 1963. Reste der Schwimmbecken befinden sich westlich der heutigen S-Bahn-Station Reichelsdorfer Keller, sind aber nicht zugänglich. Die 1904 erbaute Radrennbahn Reichelsdorfer Keller wurde 2023 ersatzlos abgerissen. Ursprünglich geplante Ersatzbauten an anderer Stelle in Nürnberg wurden nicht realisiert.

### Einwohnerentwicklung
| Jahr        | 001950 | 001961 | 001970 | 001987 |
| Einwohner   | 916    | 982    | 1238   | *      |
| Wohngebäude | 128    | 198    |        | *      |
| Quelle      | [ 10 ] | [ 11 ] | [ 12 ] | [ 13 ] |

## Religion
Die Protestanten sind nach Katzwang gepfarrt, die Katholiken sind nach St. Marien (Reichelsdorfer Keller) gepfarrt.

## Verkehr
Die Siedlung wird am Haltepunkt Reichelsdorfer Keller durch die S-Bahnlinie S2 und durch die Buslinie 62 erschlossen. Für den Straßenverkehr wird der Stadtteil durch die Vorjurastraße aus Norden grob in Nord-Süd-Richtung erschlossen, die im Norden am Kreisverkehr des Frankenschnellwegs mit der Wiener Straße beginnt. Die Straße ändert im Stadtteil auf Höhe der Kellerstraße ihren Namen in Katzwanger Hauptstraße und führt südlich weiter nach und durch Katzwang.